# Big Rigs: Over the Road Racing
Big Rigs: Over the Road Racing – gra wyścigowa stworzona przez firmę Stellar Stone, a wydana w 2003 roku przez GameMill Publishing. Grę opublikowano na platformie Microsoft Windows, tylko na rynek amerykański. Gracz, sterując ciągnikiem siodłowym, „ściga się” z nieruchomymi przeciwnikami, przejeżdżając przez punkty kontrole na planszy. 
Stellar Stone z siedzibą w Kalifornii zleciło pracę nad grą nieznanemu zespołowi z krajów Europy Wschodniej (m.in. Ukrainy i Rosji). Gra została wydana 20 listopada 2003. 
W grze pojawia się wiele błędów oraz nie występuje tu żaden poprawnie wykonany tryb rozgrywki, dlatego Big Rigs często jest wymieniana jako jedna z najgorszych gier komputerowych w historii. Z tego powodu otrzymuje bardzo niską średnią ocen w agregatorach recenzji takich jak Metacritic czy IMDb.

## Rozgrywka
Big Rigs: Over the Road Racing jest grą wyścigową, w której gracz wybiera jeden z czterech grywalnych ciągników siodłowych (tzw. „big rigów”) oraz jeden z pięciu torów wyścigowych dla ciężarówek. Wybranie czwartego powoduje, że gra przestaje działać i wyrzuca gracza do pulpitu. Po wybraniu pojazdu i toru gracz ma za zadanie przejechać przez rozmieszczone na planszy punkty kontrolne, używając klawiszy strzałek do poruszania ciężarówką. Cofanie ciągnikiem powoduje, że pojazd będzie przyspieszał bez końca.
W Big Rigs nie jest możliwa porażka ze względu na to, że gracz ma nieograniczony czas na przejechanie wyścigu, a jedyny przeciwnik, z którym się „ściga”, z powodu braku zaimplementowanych algorytmów sztucznej inteligencji nigdy nie rusza się z miejsca startu. Obiekty w grze takie jak budynki, lampy czy drzewa nie posiadają detekcji kolizji, dzięki czemu gracz może przez nie przenikać. Ciężarówka, którą steruje gracz, z racji braku jakiejkolwiek fizyki jest też w stanie wjeżdżać i zjeżdżać po wzgórzach bez zmiany prędkości, może ona też się poruszać poza obrębem mapy. Dotarcie do mety powoduje wyświetlenie grafiki ze złotym trofeum i niepoprawnym gramatycznie napisem You're winner!.
Mimo że Alex Burton jest wymieniany w listach płac jako kompozytor, to w grze nie występuje żadna muzyka.

## Produkcja
Produkcją Big Rigs: Over the Road Racing zajęło się nieznane studio z siedzibą na Ukrainie, na zlecenie kalifornijskiego producenta Stellar Stone. Wydawca GameMill Publishing początkowo miał w planach jedną grę wyścigową, lecz później podjął decyzję o podzieleniu jej na dwie – Big Rigs: Over the Road Racing i Midnight Race Club. Big Rigs wydano we wczesnym stanie pre-alpha.
Gra została wydana 20 listopada 2003 roku, można było ją nabyć wyłącznie w amerykańskich sklepach Walmart.

## Odbiór
Big Rigs: Over the Road Racing otrzymał przytłaczająco negatywne opinie. Na agregatorze Metacritic gra zyskała średnią ocen 8/100, najniższą na całej stronie.

## Wpływ
Z powodu nagromadzenia komicznych błędów i katastrofalnego stanu technicznego Big Rigs osiągnął status gry kultowej jako produkcja „wybitnie zła”. Powstała nawet fanowska strona dedykowana grze yourewinner.com.
W 2022 roku na maturze z języka angielskiego w Polsce pojawiła się fikcyjna recenzja gry Big Rigs: Over the Road Racing.